# St. Marien (Gorndorf)

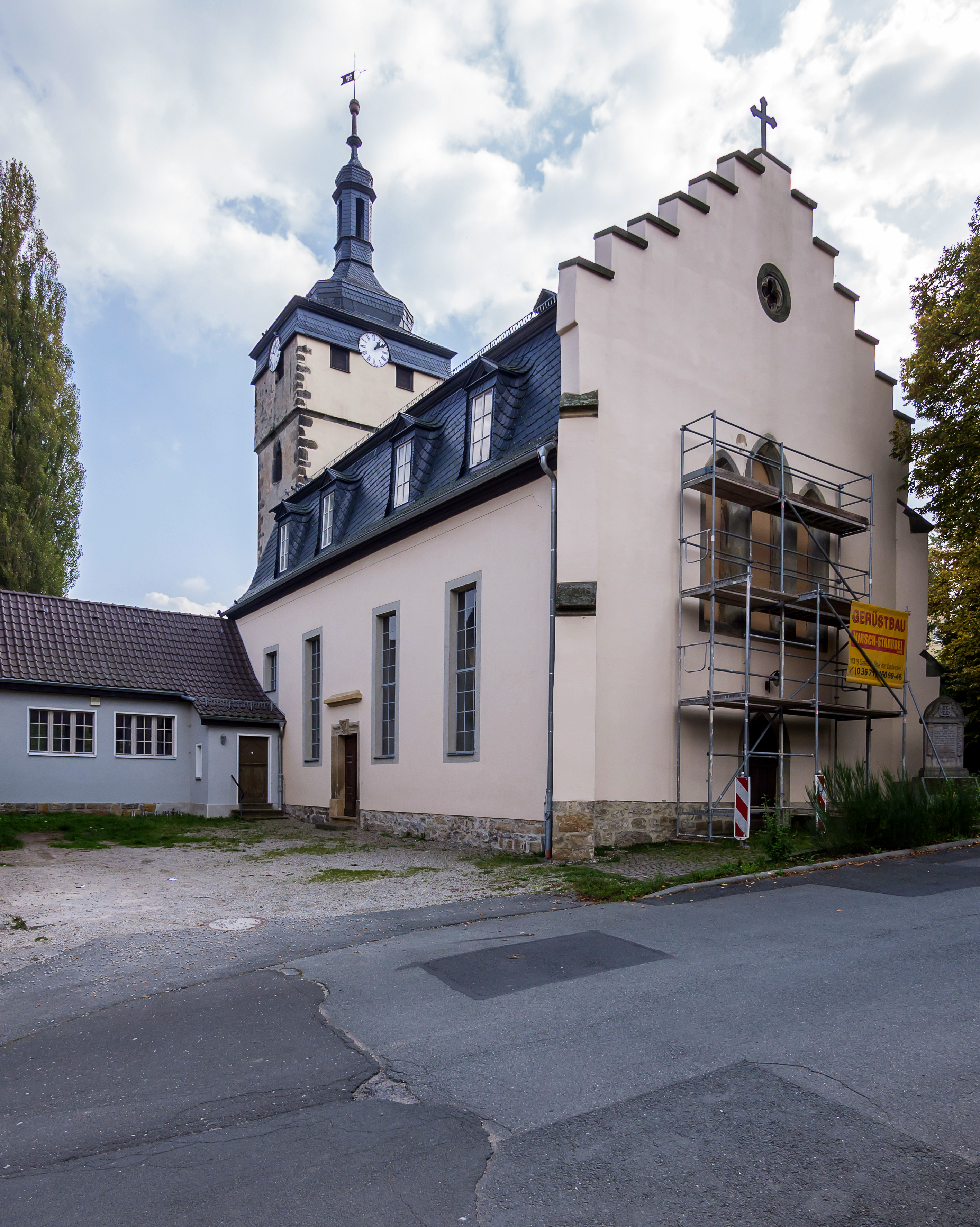
Sankt Marien

Die evangelische Dorfkirche St. Marien befindet sich am östlichen Rande des Stadtteils Gorndorf nördlich der Geraer Straße/Ecke Ratsgasse in der Stadt Saalfeld/Saale im Landkreis Saalfeld-Rudolstadt in Thüringen.

## Geschichte
Im Jahre 1328 wurde das Dorf Gorndorf erstmals in Zusammenhang mit einer der Maria geweihten Kapelle genannt. Am Kirchturm erkennt man unterhalb des Sims zum Obergeschoss kleine Kleeblattbogenfenster. Die Ausstattung ist aus dem 18. Jahrhundert. Das Kirchenschiff ist mit zweigeschossigen Emporen in Braunton ausgestattet.